# Wydział Tkaniny i Ubioru Akademii Sztuk Pięknych im. Władysława Strzemińskiego w Łodzi
Wydział Tkaniny i Ubioru Akademii Sztuk Pięknych im. Władysława Strzemińskiego w Łodzi – jeden z czterech wydziałów Akademii Sztuk Pięknych im. Władysława Strzemińskiego w Łodzi. Jego siedziba znajduje się przy ul. Wojska Polskiego 121 w Łodzi. Powstał w 1946 r.

## Struktura
- Katedra Kształcenia Ogólnoplastycznego
  - Pracownia Malarstwa  i Rysunku I
  - Pracownia Malarstwa i Rysunku II
  - Pracownia Malarstwa i Rysunku III
  - Pracownia Malarstwa i Rysunku IV
  - Pracownia Malarstwa i Rysunku V
  - Pracownia Malarstwa i Rysunku VI
  - Pracownia Podstaw Kompozycji I
  - Pracownia Podstaw Kompozycji II
  - Pracownia Działań Zintegrowanych
- Katedra Druku na Tkaninie
  - Pracownia Druku I
  - Pracownia Druku II
  - Pracownia Tkaniny Unikatowej
  - Pracownia Realizacyjno-Doświadczalna
  - Warsztaty Druku
- Katedra Biżuterii
  - Pracownia Biżuterii
  - Pracownia Form Złotniczych
  - Pracownia Komputerowego Wspomagania Projektowania
  - Pracownia Emalii
  - Pracownia Technologii i Materiałoznawstwa
  - Warsztaty Biżuterii
- Katedra Tkaniny
  - Pracownia Tkaniny Dekoracyjnej
  - Pracownia Tkaniny Eksperymentalnej
  - Pracownia Innowacyjnego Obiektu do Wnętrz, Dywan i Gobelin
  - Pracownia Papieru
  - Warsztaty Tkackie
  - Międzykatedralna Pracownia Podstaw Projektowania Komputerowego
- Katedra Ubioru
  - Pracownia Projektowania Ubioru I
  - Pracownia Projektowania Ubioru II
  - Pracownia Projektowania Ubioru III
  - Pracownia Ubioru Dzianego
  - Pracownia Projektowania Obuwia i Galanterii Skórzanej
  - Pracownia Kostiumu Scenicznego
  - Pracownia Kształtowania Formy Ubioru
  - Pracownia Komputerowego Wspomagania Projektowania
  - Warsztaty Doświadczalne Katedry Ubioru[3]

## Kierunki studiów
- tkanina i ubiór
- wzornictwo[4]

## Władze
Dziekan: dr hab. Zbigniew Dudek

Prodziekan: dr hab. Sylwia Romecka-Dymek